# Противотанково оръдие
Противотанковото оръдие е специализирано артилерийско оръдие за борба с бронираната техника на противника. В повечето случаи това е дългостволно оръдие с висока начална скорост на снаряда и малък ъгъл на възвишение. Други характерни особености са използването на унитарни боеприпаси и клиновиден полуавтоматичен затвор, което способства за максимална скорострелност. При конструирането на противотанково оръдие се отделя особено внимание на минимизиране на теглото и размера с цел облекчаване на транспортирането и маскировката. Поразяването на целите от противотанковите оръдия се осъществява главно със стрелба с право мерене и използване на бронебойни или подкалибрени снаряди. Широко използвани в миналото, днес противотанковите оръдия са изместени като основно средство за борба с танковете от противотанковите ракетни комплекси.